# Loepa katinka
Bướm đêm hoàng đế vàng (Loepa katinka) là một loài bướm đêm được tìm thấy ở Đông Nam Á và Nam Á.

## Hình ảnh

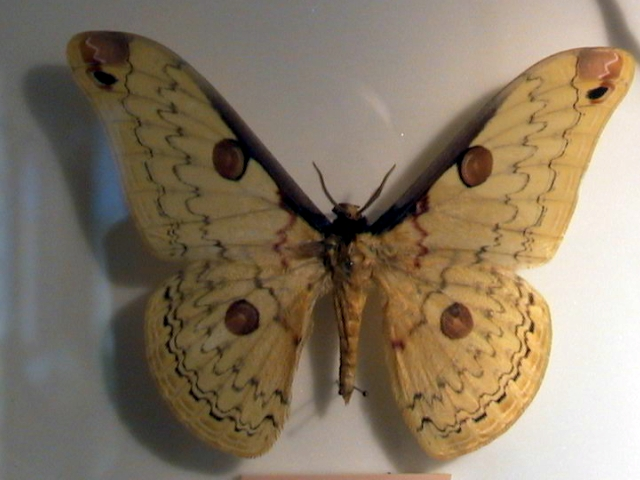
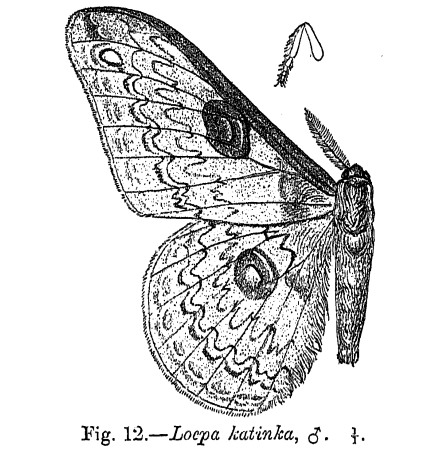
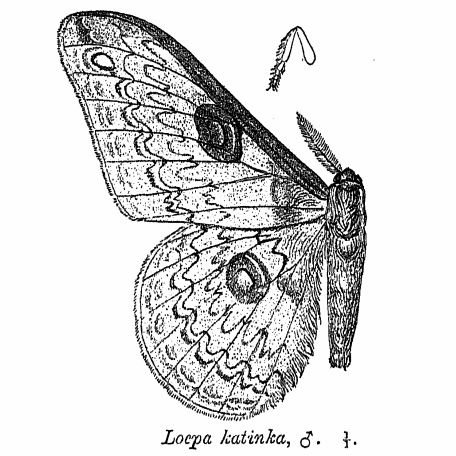